# Gazete Banka
Gazete Banka è un sito di notizie finanziarie operante in Turchia, con sede a Eskişehir. Gazetebanka.com è il partner per la pubblicazione di notizie di Tradingview e Investing. È anche l'editore di İhlas News Agency.